# HD 61248
'HD 61248 är en ensam stjärna belägen i den norra delen av stjärnbilden Kölen, som också har Bayer-beteckningen Q Carinae. Den har en skenbar magnitud av ca 4,93 och är svagt synlig för blotta ögat där ljusföroreningar ej förekommer. Baserat på parallax enligt Gaia Data Release 2 på ca 8,1 mas, beräknas den befinna sig på ett avstånd på ca 400 ljusår (ca 123 parsek) från solen. Den rör sig bort från solen med en heliocentrisk radialhastighet på ca 63 km/s.

## Egenskaper
HD 61248 är en orange till gul jättestjärna av spektralklass K3 III. Den har en radie som är ca 30 solradier och har ca 279 gånger solens utstrålning av energi från dess fotosfär vid en effektiv temperatur av ca 4 300 K.